# Oxyethira campesina
Oxyethira campesina är en nattsländeart som beskrevs av Lazar Botosaneanu 1977. Oxyethira campesina ingår i släktet Oxyethira och familjen smånattsländor. Inga underarter finns listade i Catalogue of Life.